# ادگار بنیتز
ادگار بنیتز (اسپانیایی: Édgar Benítez‎؛ زادهٔ ۸ نوامبر ۱۹۸۷) یک بازیکن فوتبال اهل پاراگوئه است.
وی همچنین در تیم ملی فوتبال پاراگوئه بازی کرده‌است.